# Großer Preis von Frankreich 1978
Der Große Preis von Frankreich 1978 (offiziell LXIV Grand Prix de France) fand am 2. Juli auf dem Circuit Paul Ricard in Le Castellet statt und war das neunte Rennen der Automobil-Weltmeisterschaft 1978.

## Berichte

### Hintergrund
Da die FIA entschieden hatte, dass die beim Großen Preis von Schweden von Brabham an den Wagen des Typs BT46B verwendete Ventilatortechnik nicht mit den geltenden Regeln vereinbar sei, musste das Team fortan wieder auf den herkömmlichen BT46 zurückgreifen.
Eine der wenigen Veränderungen im aus 29 Piloten bestehenden Teilnehmerfeld war die Rückkehr von René Arnoux mit dem Martini-Team sowie der Einsatz eines dritten Werks-McLaren für Bruno Giacomelli. Bei Ensign Racing wurde außerdem Jacky Ickx durch Derek Daly ersetzt.

### Training
Um fünf Hundertstelsekunden war Brabham-Pilot John Watson im Training schneller als Mario Andretti im Lotus 79. Der befürchtete Nachteil durch das Verbot des Ventilators erwies sich angesichts dessen als nichtig. Dies schien auch Niki Lauda mit dem Erreichen des dritten Startplatzes zu bestätigen. Es folgte James Hunt vor Ronnie Peterson und Patrick Tambay.

### Rennen
Watson konnte seine Spitzenposition zunächst kurz gegen Andretti verteidigen, doch bereits am Ende des ersten Umlaufs lag der US-Amerikaner in Führung und begann, sich abzusetzen. Dahinter folgte Tambay vor Lauda, Peterson und Hunt.
Lauda kämpfte sich während der folgenden Runden an Tambay und Watson vorbei, schied jedoch in der zehnten Runde wegen eines Motorschadens aus. Fortan belegte Peterson, der ebenfalls an Tambay und Watson vorbeigelangt war, den zweiten Platz und bescherte dem Team Lotus nach den Erfolgen in Belgien und Spanien den dritten Doppelsieg des Jahres. Watson konnte sich bis zur 16. Runde auf dem dritten Rang behaupten, wurde dann jedoch von Hunt überholt. Dahinter folgte Alan Jones vor Jody Scheckter. Diese Reihenfolge der ersten sechs blieb von der 17. Runde bis ins Ziel unverändert.

## Meldeliste
| Team                            | Nr. | Fahrer                | Chassis        | Motor                     | Reifen |
| ------------------------------- | --- | --------------------- | -------------- | ------------------------- | ------ |
| Parmalat Racing Team            | 01  | Niki Lauda            | Brabham BT46   | Alfa Romeo 115-12 3.0 F12 | G      |
| Parmalat Racing Team            | 02  | John Watson           | Brabham BT46   | Alfa Romeo 115-12 3.0 F12 | G      |
| Elf Team Tyrrell                | 03  | Didier Pironi         | Tyrrell 008    | Ford Cosworth DFV 3.0 V8  | G      |
| Elf Team Tyrrell                | 04  | Patrick Depailler     | Tyrrell 008    | Ford Cosworth DFV 3.0 V8  | G      |
| John Player Team Lotus          | 05  | Mario Andretti        | Lotus 79       | Ford Cosworth DFV 3.0 V8  | G      |
| John Player Team Lotus          | 06  | Ronnie Peterson       | Lotus 79       | Ford Cosworth DFV 3.0 V8  | G      |
| Marlboro Team McLaren           | 07  | James Hunt            | McLaren M26    | Ford Cosworth DFV 3.0 V8  | G      |
| Marlboro Team McLaren           | 08  | Patrick Tambay        | McLaren M26    | Ford Cosworth DFV 3.0 V8  | G      |
| Marlboro Team McLaren           | 33  | Bruno Giacomelli      | McLaren M26    | Ford Cosworth DFV 3.0 V8  | G      |
| ATS Racing Team                 | 09  | Jochen Mass           | ATS HS1        | Ford Cosworth DFV 3.0 V8  | G      |
| ATS Racing Team                 | 10  | Keke Rosberg          | ATS HS1        | Ford Cosworth DFV 3.0 V8  | G      |
| Scuderia Ferrari SpA SEFAC      | 11  | Carlos Reutemann      | Ferrari 312T3  | Ferrari 015 3.0 F12       | M      |
| Scuderia Ferrari SpA SEFAC      | 12  | Gilles Villeneuve     | Ferrari 312T3  | Ferrari 015 3.0 F12       | M      |
| Fittipaldi Automotive           | 14  | Emerson Fittipaldi    | Fittipaldi F5A | Ford Cosworth DFV 3.0 V8  | G      |
| Équipe Renault Elf              | 15  | Jean-Pierre Jabouille | Renault RS01   | Renault EF1 1.5 V6t       | M      |
| Shadow Racing Team              | 16  | Hans-Joachim Stuck    | Shadow DN9     | Ford Cosworth DFV 3.0 V8  | G      |
| Shadow Racing Team              | 17  | Clay Regazzoni        | Shadow DN9     | Ford Cosworth DFV 3.0 V8  | G      |
| Durex Team Surtees              | 18  | Rupert Keegan         | Surtees TS20   | Ford Cosworth DFV 3.0 V8  | G      |
| Beta Team Surtees               | 19  | Vittorio Brambilla    | Surtees TS20   | Ford Cosworth DFV 3.0 V8  | G      |
| Walter Wolf Racing              | 20  | Jody Scheckter        | Wolf WR5       | Ford Cosworth DFV 3.0 V8  | G      |
| Team Tissot Ensign              | 22  | Derek Daly            | Ensign N177    | Ford Cosworth DFV 3.0 V8  | G      |
| Team Rebaque                    | 25  | Héctor Rebaque        | Lotus 78       | Ford Cosworth DFV 3.0 V8  | G      |
| Ligier Gitanes                  | 26  | Jacques Laffite       | Ligier JS9     | Matra MS78 3.0 V12        | G      |
| Williams Grand Prix Engineering | 27  | Alan Jones            | Williams FW06  | Ford Cosworth DFV 3.0 V8  | G      |
| Liggett Group/BS Fabrications   | 30  | Brett Lunger          | McLaren M26    | Ford Cosworth DFV 3.0 V8  | G      |
| Automobiles Martini             | 31  | René Arnoux           | Martini MK23   | Ford Cosworth DFV 3.0 V8  | G      |
| Arrows Racing Team              | 35  | Riccardo Patrese      | Arrows FA1     | Ford Cosworth DFV 3.0 V8  | G      |
| Arrows Racing Team              | 36  | Rolf Stommelen        | Arrows FA1     | Ford Cosworth DFV 3.0 V8  | G      |
| Team Merzario                   | 37  | Arturo Merzario       | Merzario A1    | Ford Cosworth DFV 3.0 V8  | G      |

## Klassifikationen

### Startaufstellung
| Pos. | Fahrer                | Konstrukteur       | Zeit    | Ø-Geschwindigkeit | Start |
| ---- | --------------------- | ------------------ | ------- | ----------------- | ----- |
| 01   | John Watson           | Brabham-Alfa Romeo | 1:44,41 | 200,326 km/h      | 01    |
| 02   | Mario Andretti        | Lotus-Ford         | 1:44,46 | 200,230 km/h      | 02    |
| 03   | Niki Lauda            | Brabham-Alfa Romeo | 1:44,71 | 199,752 km/h      | 03    |
| 04   | James Hunt            | McLaren-Ford       | 1:44,92 | 199,352 km/h      | 04    |
| 05   | Ronnie Peterson       | Lotus-Ford         | 1:44,98 | 199,238 km/h      | 05    |
| 06   | Patrick Tambay        | McLaren-Ford       | 1:45,07 | 199,067 km/h      | 06    |
| 07   | Jody Scheckter        | Wolf-Ford          | 1:45,20 | 198,821 km/h      | 07    |
| 08   | Carlos Reutemann      | Ferrari            | 1:45,35 | 198,538 km/h      | 08    |
| 09   | Gilles Villeneuve     | Ferrari            | 1:45,55 | 198,162 km/h      | 09    |
| 10   | Jacques Laffite       | Ligier-Matra       | 1:45,68 | 197,918 km/h      | 10    |
| 11   | Jean-Pierre Jabouille | Renault            | 1:45,73 | 197,825 km/h      | 11    |
| 12   | Riccardo Patrese      | Arrows-Ford        | 1:46,32 | 196,727 km/h      | 12    |
| 13   | Patrick Depailler     | Tyrrell-Ford       | 1:46,37 | 196,634 km/h      | 13    |
| 14   | Alan Jones            | Williams-Ford      | 1:46,40 | 196,579 km/h      | 14    |
| 15   | Emerson Fittipaldi    | Fittipaldi-Ford    | 1:46,70 | 196,026 km/h      | 15    |
| 16   | Didier Pironi         | Tyrrell-Ford       | 1:47,12 | 195,258 km/h      | 16    |
| 17   | Clay Regazzoni        | Shadow-Ford        | 1:48,55 | 192,685 km/h      | 17    |
| 18   | René Arnoux           | Martini-Ford       | 1:48,68 | 192,455 km/h      | 18    |
| 19   | Vittorio Brambilla    | Surtees-Ford       | 1:48,68 | 192,455 km/h      | 19    |
| 20   | Hans-Joachim Stuck    | Shadow-Ford        | 1:48,89 | 192,084 km/h      | 20    |
| 21   | Rolf Stommelen        | Arrows-Ford        | 1:49,14 | 191,644 km/h      | 21    |
| 22   | Bruno Giacomelli      | McLaren-Ford       | 1:49,53 | 190,961 km/h      | 22    |
| 23   | Rupert Keegan         | Surtees-Ford       | 1:49,54 | 190,944 km/h      | 23    |
| 24   | Brett Lunger          | McLaren-Ford       | 1:49,55 | 190,927 km/h      | 24    |
| 25   | Jochen Mass           | ATS-Ford           | 1:49,90 | 190,318 km/h      | 25    |
| 26   | Keke Rosberg          | ATS-Ford           | 1:50,09 | 189,990 km/h      | 26    |
| DNQ  | Arturo Merzario       | Merzario-Ford      | 1:50,11 | 189,955 km/h      | –     |
| DNQ  | Derek Daly            | Ensign-Ford        | 1:50,19 | 189,818 km/h      | –     |
| DNQ  | Héctor Rebaque        | Lotus-Ford         | 1:50,40 | 189,457 km/h      | –     |

### Rennen
| Pos. | Fahrer                | Konstrukteur       | Runden | Stopps | Zeit       | Start | Schnellste Runde |
| ---- | --------------------- | ------------------ | ------ | ------ | ---------- | ----- | ---------------- |
| 01   | Mario Andretti        | Lotus-Ford         | 54     | 0      | 1:38:51,92 | 02    | 1:48,79          |
| 02   | Ronnie Peterson       | Lotus-Ford         | 54     | 0      | + 2,93     | 05    | 1:48,94          |
| 03   | James Hunt            | McLaren-Ford       | 54     | 0      | + 19,80    | 04    | 1:48,77          |
| 04   | John Watson           | Brabham-Alfa Romeo | 54     | 0      | + 36,88    | 01    | 1:49,85          |
| 05   | Alan Jones            | Williams-Ford      | 54     | 0      | + 41,81    | 14    | 1:49,76          |
| 06   | Jody Scheckter        | Wolf-Ford          | 54     | 0      | + 54,53    | 07    | 1:49,98          |
| 07   | Jacques Laffite       | Ligier-Matra       | 54     | 0      | + 54,74    | 10    | 1:50,04          |
| 08   | Riccardo Patrese      | Arrows-Ford        | 54     | 0      | + 1:24,88  | 12    | 1:50,40          |
| 09   | Patrick Tambay        | McLaren-Ford       | 54     | 0      | + 1:27,06  | 06    | 1:49,78          |
| 10   | Didier Pironi         | Tyrrell-Ford       | 54     | 0      | + 1:29,98  | 16    | 1:50,71          |
| 11   | Hans-Joachim Stuck    | Shadow-Ford        | 53     | 0      | + 1 Runde  | 20    | 1:51,33          |
| 12   | Gilles Villeneuve     | Ferrari            | 53     | 1      | + 1 Runde  | 09    | 1:49,75          |
| 13   | Jochen Mass           | ATS-Ford           | 53     | 0      | + 1 Runde  | 25    | 1:51,44          |
| 14   | René Arnoux           | Martini-Ford       | 53     | 0      | + 1 Runde  | 18    | 1:51,92          |
| 15   | Rolf Stommelen        | Arrows-Ford        | 53     | 0      | + 1 Runde  | 21    | 1:52,01          |
| 16   | Keke Rosberg          | ATS-Ford           | 52     | 0      | + 2 Runden | 26    | 1:52,90          |
| 17   | Vittorio Brambilla    | Surtees-Ford       | 52     | 0      | + 2 Runden | 19    | 1:52,12          |
| 18   | Carlos Reutemann      | Ferrari            | 49     | 1      | + 5 Runden | 08    | 1:48,56 (48.)    |
| –    | Brett Lunger          | McLaren-Ford       | 45     | 0      | DNF        | 24    | 1:51,29          |
| –    | Emerson Fittipaldi    | Fittipaldi-Ford    | 43     | 0      | DNF        | 15    | 1:50,17          |
| –    | Rupert Keegan         | Surtees-Ford       | 40     | 0      | DNF        | 23    | 1:51,87          |
| –    | Bruno Giacomelli      | McLaren-Ford       | 28     | 0      | DNF        | 22    | 1:52,13          |
| –    | Patrick Depailler     | Tyrrell-Ford       | 10     | 0      | DNF        | 13    | 1:50,64          |
| –    | Niki Lauda            | Brabham-Alfa Romeo | 10     | 0      | DNF        | 03    | 1:49,78          |
| –    | Clay Regazzoni        | Shadow-Ford        | 4      | 0      | DNF        | 17    | 2:29,31          |
| –    | Jean-Pierre Jabouille | Renault            | 1      | 0      | DNF        | 11    | –                |

## WM-Stände nach dem Rennen
Die ersten sechs des Rennens bekamen 9, 6, 4, 3, 2 bzw. 1 Punkt(e). Es zählten nur die besten sieben Ergebnisse aus den ersten acht Rennen und die besten sieben Ergebnisse aus den letzten acht Rennen. In der Konstrukteurswertung zählte nur das Ergebnis des bestplatzierten Fahrers eines Teams.

### Fahrerwertung
| Pos. | Fahrer             | Konstrukteur       | Punkte |
| ---- | ------------------ | ------------------ | ------ |
| 01   | Mario Andretti     | Lotus-Ford         | 45     |
| 02   | Ronnie Peterson    | Lotus-Ford         | 36     |
| 03   | Niki Lauda         | Brabham-Alfa Romeo | 25     |
| 04   | Patrick Depailler  | Tyrrell-Ford       | 23     |
| 05   | Carlos Reutemann   | Ferrari            | 22     |
| 06   | John Watson        | Brabham-Alfa Romeo | 12     |
| 07   | Jacques Laffite    | Ligier-Matra       | 10     |
| 08   | Riccardo Patrese   | Arrows-Ford        | 8      |
| 09   | James Hunt         | McLaren-Ford       | 8      |
| 10   | Jody Scheckter     | Wolf-Ford          | 8      |
| 11   | Emerson Fittipaldi | Fittipaldi-Ford    | 7      |
| 12   | Didier Pironi      | Tyrrell-Ford       | 5      |
| 13   | Alan Jones         | Williams-Ford      | 5      |
| 14   | Patrick Tambay     | McLaren-Ford       | 4      |
| 15   | Clay Regazzoni     | Shadow-Ford        | 4      |
| 16   | Gilles Villeneuve  | Ferrari            | 3      |
| 17   | Jochen Mass        | ATS-Ford           | 0      |

| Pos. | Fahrer                | Konstrukteur             | Punkte |
| ---- | --------------------- | ------------------------ | ------ |
| 18   | Brett Lunger          | McLaren-Ford             | 0      |
| 19   | Vittorio Brambilla    | Surtees-Ford             | 0      |
| 20   | Jean-Pierre Jarier    | ATS-Ford                 | 0      |
| 21   | Bruno Giacomelli      | McLaren-Ford             | 0      |
| 22   | Rolf Stommelen        | Arrows-Ford              | 0      |
| 23   | René Arnoux           | Martini-Ford             | 0      |
| 24   | Héctor Rebaque        | Lotus-Ford               | 0      |
| 25   | Jean-Pierre Jabouille | Renault                  | 0      |
| 26   | Hans-Joachim Stuck    | Shadow-Ford              | 0      |
| 27   | Rupert Keegan         | Surtees-Ford             | 0      |
| 28   | Jacky Ickx            | Ensign-Ford              | 0      |
| 29   | Keke Rosberg          | Theodore-Ford / ATS-Ford | 0      |
| –    | Danny Ongais          | Ensign-Ford              | 0      |
| –    | Lamberto Leoni        | Ensign-Ford              | 0      |
| –    | Arturo Merzario       | Merzario-Ford            | 0      |
| –    | Eddie Cheever         | Hesketh-Ford             | 0      |

### Konstrukteurswertung
| Pos. | Konstrukteur       | Punkte |
| ---- | ------------------ | ------ |
| 01   | Lotus-Ford         | 58     |
| 02   | Brabham-Alfa Romeo | 34     |
| 03   | Tyrrell-Ford       | 25     |
| 04   | Ferrari            | 22     |
| 05   | McLaren-Ford       | 11     |
| 06   | Ligier-Matra       | 10     |
| 07   | Arrows-Ford        | 8      |
| 08   | Wolf-Ford          | 8      |
| 09   | Fittipaldi-Ford    | 7      |
| 10   | Williams-Ford      | 5      |

| Pos. | Konstrukteur  | Punkte |
| ---- | ------------- | ------ |
| 11   | Shadow-Ford   | 4      |
| 12   | ATS-Ford      | 0      |
| 13   | Surtees-Ford  | 0      |
| 14   | Martini-Ford  | 0      |
| 15   | Renault       | 0      |
| 16   | Ensign-Ford   | 0      |
| –    | Merzario-Ford | 0      |
| –    | Theodore-Ford | 0      |
| –    | Hesketh-Ford  | 0      |